# Salvador aux Jeux olympiques d'été de 2024
Le Salvador participe aux Jeux olympiques d'été de 2024 à Paris au Japon. Il s'agit de sa 13e participation à des Jeux d'été.
Le joueur de badminton Uriel Canjura (en) et la nageuse Celina Márquez (en) sont les porte-drapeaux de la délégation salvadorienne.